# Pietro Oddo
Pietro Oddo (1877 – 1960), è stato segretario numismatico del re Vittorio Emanuele III.

## Biografia
Il suo fondo librario passò alla Banca d'Italia nel 1938, a completamento dell'acquisizione della sua collezione di monete dell'Italia meridionale e della Sicilia, oggi parzialmente esposta nel Museo della Moneta.
La collezione numismatica comprende oltre 3 800 pezzi in oro, argento, rame e mistura, che riguardano emissioni dell'Italia meridionale e della Sicilia riferite a un periodo che si estende dalla caduta dell'Impero romano d'Occidente fino all'età moderna.
L'omonimo fondo, custodito presso la Banca d'Italia, è costituito da circa 800 volumi editi fra il 1517 e il 1938 e comprende opere d'interesse numismatico, sia generale che relativo a particolari periodi, singole zecche o materiale affine alla moneta (sigilli, tessere, piombi, gemme, medaglie). Vi fanno parte anche numerosi cataloghi di vendita e fascicoli di riviste in latino, italiano, francese, inglese e tedesco.